# 앨릭스 오로린
앨릭스 올로클린(Alex O'Loughlin, 영어 발음: /oʊˈlɒklɪn/, 1976년 8월 24일 ~ )은 오스트레일리아의 배우이다.

## 출연 작품
- 플랜 B (2010)
- 쓰리 리버스 (2009)
- 화이트아웃 (2009)
- 인비저블 (2007)
- 문라이트 (2007)
- 어거스트 러쉬 (2007)
- 로맨틱 홀리데이 (2006)
- 피드 (2005)
- 맨-씽 (2005)
- 블랙잭 - 스윗 사일언스 (2004)
- 굴 양식업자 (2004)

### 텔레비전
- 하와이 파이브-0 (2010-20)
- 더 레이트 레이트 쇼 위드 크레이그 퍼거슨 (2005)